# Förmögenhetsförvaltning
Förmögenhetsförvaltning är en särskild tjänst som vissa banker tillhandahåller förmögna kunder. Oftast handlar det om personer med över 2 miljoner kronor i tillgångar. Tjänsterna kan röra sig om finansiell planering, kapitalförvaltning, juridik, skatterådgivning och utlandsinvesteringar. Som regel får personer med tjänsten bättre villkor än andra kunder. 
I Sverige finns det ett flertal aktörer som erbjuder förmögenhetsförvaltning, vissa banker erbjuder bara denna tjänst till privatpersoner. Marknadsföringen av denna bankprodukt är tydligt riktad: den går under namnet förmögenhetsförvaltning eller private banking.